# Goldfrapp
Goldfrapp é uma banda britânica de música eletrônica conhecida pelo visual teatral, é integrada por Alison Goldfrapp (vocais/sintetizador) e Will Gregory (sintetizador). Foi formada em 1999 em Londres. Apesar de seu estilo musical ter mudado durante a carreira, o lado eletrônico sempre foi explorado. Certas canções exploram diferentes culturas na música da banda, como cabaré ("Satin Chic"), electroclash ("Slide In", "Koko"), música folclórica ("Clowns") e bossa nova ("Human"). 
Apesar das críticas favoráveis e uma indicação para o Mercury Prize, o som ambiente do álbum Felt Mountain, de 2000 não alcançou boas posições nos charts.
O segundo álbum, Black Cherry, que inclui sons glam rock e synthpop na música, foi lançado em 2003. O álbum foi bem sucedido nos clubes noturnos na América do Norte e influenciou o mesmo estilo dance do terceiro álbum, Supernature.
Supernature levou o trabalho de Goldfrapp mais longe na dance music, e apreciou sucesso nas paradas internacionais. De Supernature foram produzidos três singles dance número um nos EUA, e foi indicado para "Melhor Álbum Eletronico/Dance" no 49º Prêmio Grammy.
O quarto álbum, Seventh Tree, tem uma maior ênfase em música ambiente e downtempo, trazendo inspiração da natureza e do paganismo. O resultado foram os hits "A&E" e "Happiness".
Em 2010, a banda lançou o álbum "Head First", e conseguiram, novamente, duas indicações ao Grammy Awards, nas categorias "Melhor Album Eletronico/Dance" e "Melhor Gravação Dance", pelo hit "Rocket".

## História

### Formação (1999)
Alison Goldfrapp começou sua carreira musical no início da década de 1990 como vocalista convidada na banda de música eletrônica Orbital e com o artistas de trip hop Tricky. Em 1999, ela foi apresentada ao compositor Will Gregory após ele ter ouvido versões da canção "Human". Ele sentiu uma conexão com Alison e a convidou para gravar uma demo para a trilha sonora de um filme que ele estava compondo, a fim de saber se eles poderiam trabalhar juntos no futuro. A demo nunca foi completada, mas a sessão de gravação foi agradável. Seguindo meses de telefonemas, a dupla resolveu formar uma banda, apresentando-se com o sobrenome de Alison, Goldfrapp.
em agosto de 1999, a banda assinou contrato com a gravadora inglesa Mute Records. Começaram então a gravar para o álbum debut por cerca de seis meses, a começar por setembro de 1999.

### Felt Mountain(2000-2002)
O álbum debut da banda Felt Mountain foi lançado em setembro de 2000 e apresentou os compactos "Lovely Head", "Utopia", "Pilots (On a Star)" e "Human". O álbum foi influenciado por uma variedade de estilos musicais, como o cabaré, a música folclórica e a música eletrônica. Foi bem recebido pela crítica musical, e recebeu disco de ouro no Reino Unido.
Para promover Felt Mountain, o Goldfrapp entrou em turnê pela Europa e na América do Norte, em suporte a bandas alternativas como Nick Cave and the Bad Seeds e Doves.

### Black Cherry(2003-2004)
O segundo álbum do Goldfrapp Black Cherry foi lançado em abril de 2003. Seu conteúdo focou mais a dance music e o glam rock. Com boas vendas, atingiu disco de platina no Reino Unido. O primeiro compacto lançado foi "Train", seguido de "Strict Machine", "Twist", "Black Cherry" e "Strict Machine '04".
Em 2004, a banda entrou em turnê passando por Austrália, Japão, Europa e América do Norte em suporte do Duran Duran,.

### Supernature(2005-2006)
Supernature foi lançado em agosto de 2005, sendo o terceiro álbum de estúdio do grupo. Estreando na segunda posição das paradas britânicas, vendeu cerca de 52 mil cópias em sua primeira semana de vendas. Eventualmente, vendeu um milhão de cópias mundialmente, e recebeu disco de platina no Reino Unido.
"Ooh La La" foi o primeiro compacto do álbum, sendo a primeira canção da banda a apresentar uma guitarra elétrica. Em seguida foram lançados os compactos "Number 1", "Ride a White Horse" e "Fly Me Away".

### We Are Glitter(2006)
Em 2006, o Goldfrapp lançou We Are Glitter, uma compilação somente para a América do Norte com remixagens de Supernature. Ele inclui a remixagem do Flaming Lips para "Satin Chic".

### Seventh Tree(2007 - 2009)
O Goldfrapp começou a compor e gravar para o quarto álbum no final de 2006, na Inglaterra. Resultado do trabalho, o álbum Seventh Tree foi lançado em 25 de fevereiro de 2008, e estreou na segunda posição das paradas britânicas. O álbum varia de pop e música eletrônica misturado com Supernature. O primeiro compacto, A&E foi lançado em 11 de fevereiro de 2008.O segundo single, Happiness foi lançado em 14 de abril e alcançou o número vinte e cinco no Reino Unido. O terceiro single, Caravan Girl, está para ser lançado em 30 de 2008.
Em 2009 o duo participou da produção do álbum da cantora Christina Aguilera, Bionic, mas por causa dos atrasos na entrega das músicas por conta de estarem produzindo o Head First na mesma época e ainda estarem em turnê, as músicas não foram finalizadas a tempo de entrar no álbum.

### Head First(2010 - 2011)
No dia 9 de Março de 2010, a banda lançou "Rocket", o primeiro single do álbum "Head First", lançado no dia 22 do mesmo mês. "Rocket" alcançou o Top 50 no Reino Unido, e o primeiro lugar na parada Dance dos EUA. A música foi indicada ao Grammy Awards de "Melhor Gravação Dance". "Alive" foi lançado como segundo single, e conseguiu alcançar o primeiro lugar na parada Dance americana, mas não alcançou boa posição no Reino Unido. "Believer" foi o último single do álbum, e ficou na trigésima primeira posição na parada Dance dos EUA. O álbum "Head First" foi aclamado pela crítica e recebeu indicação de "Melhor Album Eletronico/Dance" no Grammy Awards.

### The Singles(2012)
O contrato do duo com a gravadora iria se encerrar em 2012, com isso eles resolveram encerrar o contrato lançando o "The Singles", uma compilação dos Singles com duas músicas inéditas "Yellow Halo" e "Melancholy Sky". Dentro da compilação se encontram quase todos os Singles ficando apenas de fora "Pilots (On A Star)", "Human", "Twist", "Caravan Girl" e "Alive". O lançamento da compilação foi anunciado para o dia 6 de Fevereiro no Reino Unido e no Brasil dia 29 de Fevereiro.

### Tales Of Us(2013 - Presente)
No final da Head First Tour, o duo começou a compor o novo álbum, no dia 10 de Junho foi anunciado o novo álbum e anunciado que ele teria 5 clipes (Drew, Annabel, Jo, Laurel e Stranger), contos de pessoas reais e fictícias. Diferente do último álbum "Head First", o Tales Of Us tem a sonoridade similar ao Seventh Tree e ao Felt Mountain. Todos as músicas possuem nomes de pessoas, exceto por "Stranger".
Tales Of Us também foi o álbum mais demorado do duo em termos de produção, a produção mais demorada até então era o do Seventh Tree que ficou 1 ano no forno, já o Tales Of Us ficou 2 anos, o dobro.
Apesar dos vídeos, até então não foi lançado nenhum single, Alison Goldfrapp disse que o Tales Of Us é um todo, que seria injusto dar mais publicidade a um personagem do que os outros, e que só não fez vídeos para todas as músicas por que o orçamento não ajudou.

## Discografia

### Álbuns de estúdio
- Felt Mountain (2000)
- Black Cherry (2003)
- Supernature (2005)
- Seventh Tree (2008)
- Head First (2010)
- Tales Of Us (2013)
- Silver Eye (2017)

### Álbuns de remixes
- We Are Glitter (2006)

### Álbuns de Compilações

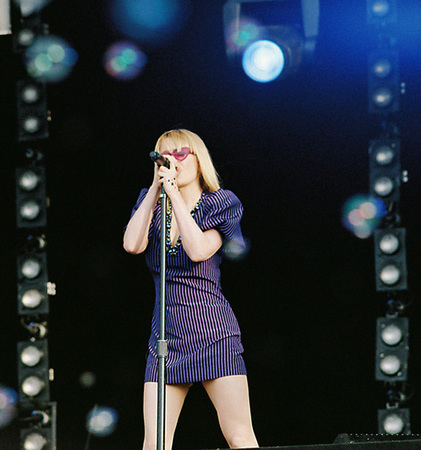
Alison Goldfrapp em concerto com a banda no Wireless Festival, 2006

- The Singles (2012)

### Compactos
Retirados de Felt Mountain
- "Lovely Head" (2000)
- "Utopia" (2000)
- "Human" (2001)
- "Utopia (Genetically Enriched)" (2001)
- "Pilots (On a Star)"/"Lovely Head" (2001)

Retirados de Black Cherry
- "Train" (2003)
- "Strict Machine" (2003)
- "Twist" (2004)
- "Black Cherry" (2004)
- "Strict Machine '04" (2004)

Retirados de Supernature
- "Ooh La La" (2005)
- "Number 1" (2005)
- "Ride a White Horse" (2006)
- "Fly Me Away" (2006)

Retirados de We Are Glitter
- "Satin Boys, Flaming Chic" (2006)

Retirados de Seventh Tree
- "A&E" (2008)
- "Happiness" (2008)
- "Caravan Girl" (2008)
- "Clowns" (2008)

Retirados de Head First
- "Rocket" (2010)
- "Alive" (2010)
- "Believer" (2010)

Retirados de Tales of Us
- "Drew" (2013)
- "Annabel" (2013)
- "Jo" (2013)
- "Laurel" (2014)
- "Stranger" (2014)
- "Thea" (2014)

Retirados de Silver Eye
- "Anymore" (2017)

## Integrantes
- Alison Goldfrapp — vocal e sintetizador
- Will Gregory — sintetizador